# Víctor Guardia Quirós
Víctor Guardia Quirós (San José, 16 de septiembre de 1873 - 2 de noviembre de 1959) fue un abogado y escritor costarricense.

## Biografía
Nació en San José, el 16 de septiembre de 1873. Sus padres fueron el general Víctor Guardia Gutiérrez y Esmeralda Quirós Morales. Se casó con Joaquina Uribe Rodríguez. Se graduó de abogado en la Universidad de París, Francia. Al regresar a Costa Rica fue juez civil en Alajuela y en San José, subsecretario de Relaciones Exteriores (1907-1908), magistrado de la Corte Suprema de Justicia de Costa Rica (1908-1915) y diputado (1916-1917). En 1938 fue elegido presidente de la Sala de Casación y de la Corte Suprema, por un período de cuatro años, y fue reelegido para un segundo cuatrienio en 1942, pero renunció en 1945. Le sucedió Enrique Guier Sáenz.
Ejerció su profesión en forma liberal durante muchos años. Además fue profesor de Derecho Civil y Comercial en la Escuela de Derecho de Costa Rica y dirigió el diario La República. Escribió numerosos artículos en periódicos y revistas, y publicó las obras Prontuario de la legislación y jurisprudencia, Redacción de leyes mercantiles, La quiebra en la legislación comercial y Escarceos literarios. Fue miembro de la Academia Costarricense de la Lengua y miembro honorario de la Sociedad de Abogados de Honduras.

## Fallecimiento
Falleció en San José, el 2 de noviembre de 1959 a los 86 años de edad.